# Stefanie von Pfetten
Stefanie Christine Freiin von Pfetten (* 25. November 1973 in Vancouver, British Columbia als Stefanie Christine Baroness von Pfetten) ist eine kanadische Schauspielerin.

## Biografie
Die deutschstämmige Stefanie von Pfetten wurde in der im westkanadischen British Columbia gelegenen Metropole Vancouver geboren. Ihre Eltern, Hermann von Pfetten und seine dritte Ehefrau Heidrun Reel, stammen beide aus der bayerischen Landeshauptstadt München und haben noch zwei weitere Töchter. Nach dem Highschoolbesuch zog Stefanie von Pfetten zunächst nach Wien. Anschließend zog sie nach München, wo sie Kunstgeschichte studierte. Kurzzeitig war sie als Praktikantin für Sotheby’s in London tätig. Zurück in Vancouver beschloss Stefanie von Pfetten Schauspielunterricht zu nehmen. Im deutschsprachigen Raum wurde sie bekannt durch ihre Darstellung der Judy Birk, der Verlobten von Eddie Schneider (gespielt von Til Schweiger) in dem von Regisseur Reto Salimbeni 2006 inszenierten Thriller One Way. Eine ihrer bisher wichtigsten Rollen war die der Demeter im US-amerikanischen Fantasyfilm Percy Jackson – Diebe im Olymp.

## Filmografie (Auswahl)
- 1998: Welcome to Paradox (Fernsehserie, Episode 1x02)
- 1998–1999: First Wave – Die Prophezeiung (First Wave, Fernsehserie, 2 Episoden)
- 1999: Das Netz – Todesfalle Internet (The Net, Fernsehserie, Episode 1x16)
- 1999: Der Sentinel – Im Auge des Jägers (The Sentinel, Fernsehserie, Episode 4x05)
- 1999: Countdown ins Chaos (Y2K, Fernsehfilm)
- 1999: Little Boy Blues
- 2000: My 5 Wives
- 2000: Survivor – Die Überlebende (Sole Survivor, Fernsehfilm)
- 2000: Hollywood Off-Ramp (Fernsehserie, Episode 1x21)
- 2001: Amokfahrt zum Pazifik (Fernsehfilm)
- 2001: Seven Days – Das Tor zur Zeit (Seven Days, Fernsehserie, Episode 3x20)
- 2001: Flammenhölle Las Vegas (Trapped, Fernsehfilm)
- 2001: Strange Frequency (Fernsehserie, Episode 1x01)
- 2001: The Wedding Dress (Fernsehfilm)
- 2001: Special Unit 2 – Die Monsterjäger (Special Unit 2, Fernsehserie, Episode 2x06)
- 2001: These Arms of Mine (Fernsehserie, 2 Episoden)
- 2001: Point of View (Videospiel)
- 2002: 40 Tage und 40 Nächte (40 Days and 40 Nights)
- 2002: Auf Todeskurs: Flugzeug außer Kontrolle (Cabin Pressure, Fernsehfilm)
- 2002: Strange Frequency 2 (Fernsehfilm)
- 2002: X-Factor: Das Unfassbare (Beyond Belief: Fact or Fiction, Fernsehserie, Episode 4x04)
- 2002: Posers
- 2002: Twilight Zone (Fernsehserie, Episode 1x22)
- 2003: The Invitation
- 2003: A Date with Darkness: The Trial and Capture of Andrew Luster (Fernsehfilm)
- 2003: Jeremiah – Krieger des Donners (Jeremiah, Fernsehserie, Episode 2x11)
- 2004: Todes-Date (Decoys)
- 2004: Heidi Fleiss – Callgirl der Stars (Call Me: The Rise and Fall of Heidi Fleiss, Fernsehfilm)
- 2004: CSI: Miami (Fernsehserie, Episode 2x20)
- 2004: Gene Roddenberrys Andromeda (Fernsehserie, Episode 4x20)
- 2004: Superbabies: Baby Geniuses 2
- 2004: The Twelve Days of Christmas Eve (Fernsehfilm)
- 2005: Verlieben verboten (Confessions of a Sociopathic Social Climber, Fernsehfilm)
- 2005: Cool Money (Fernsehfilm)
- 2005: The L Word – Wenn Frauen Frauen lieben (The L Word, Fernsehserie, Episode 2x06)
- 2005: Tatort: Presidio (Murder at the Presidio, Fernsehfilm)
- 2005: The Engagement Ring (Fernsehfilm)
- 2006: Battlestar Galactica (Fernsehserie, Episode 2x17)
- 2006: Meltdown – Days of Destruction (Fernsehfilm)
- 2006: One Way
- 2007: Flug 507 – Gefangen im Zeitloch (Termination Point, Fernsehfilm)
- 2007: Eureka – Die geheime Stadt (Eureka, Fernsehserie, Episode 2x03)
- 2007: Battlestar Galactica: Auf Messers Schneide (Battlestar Galactica: Razor, Fernsehfilm)
- 2007: Christmas Caper (Fernsehfilm)
- 2007: Christmas Wish – Wenn Wünsche wahr werden (Holiday Switch, Fernsehfilm)
- 2007: Dragon Boys (Fernsehserie, Episoden 1x01–1x02)
- 2008: Der Sieg des Odysseus (Odysseus & the Isle of Mists)
- 2008: Paparazzi Princess: The Paris Hilton Story (Fernsehfilm)
- 2008: Ba’al – Das Vermächtnis des Sturmgottes (Ba’al: The Storm God, Fernsehfilm)
- 2008: Er ist zu jung für Dich! (Flirting with Forty, Fernsehfilm)
- 2008: The Call (Fernsehfilm)
- 2009: Navy CIS (NCIS, Fernsehserie, Episode 7x05)
- 2009: Too Late to Say Goodbye (Fernsehfilm)
- 2010: Better Off Ted – Die Chaos AG (Better Off Ted, Fernsehserie, Episode 2x10)
- 2010: KGB – Killer, Gejagter, Beschützer (Icarus)
- 2010: Percy Jackson – Diebe im Olymp (Percy Jackson & the Olympians: The Lightning Thief)
- 2011: Die Saat des Bösen (The Terror Beneath, Fernsehfilm)
- 2012: Goodnight for Justice (Fernsehserie, Episode 1x02)
- 2013: Cracked (Fernsehserie, 13 Episoden)
- 2014: Happy Face Killer (Fernsehfilm)
- 2014: Far from Home (Fernsehfilm)
- 2015: Mord à la Carte – Ein angenehmer Ort zum Sterben (The Gourmet Detective: A Healthy Place to Die, Fernsehfilm)
- 2015: Frozen Money (Numb)
- 2015–2016: The Man in the High Castle (Fernsehserie, 2 Episoden)
- 2016: Heaven’s Floor
- 2016: Shooter (Fernsehserie, 2 Episoden)
- 2017: While You Were Dating (Fernsehfilm)
- 2017: Deadly Secrets by the Lake (Fernsehfilm)
- 2017: The Last Tycoon (Fernsehserie, Episode 1x04)
- 2018: Willkommen in Marwen (Welcome to Marwen)
- 2019: L.A.’s Finest (Fernsehserie, 2 Episoden)
- 2021: The Long Island Serial Killer: A Mother’s Hunt for Justice (Fernsehfilm)
- 2021: Admitted or Dead (Fernsehfilm)
- 2021: Day of the Dead (Fernsehserie, 3 Episoden)
- 2023: Janette Oke: Die Coal Valley Saga (When Calls the Heart, Fernsehserie)
- 2024: Tracker (Fernsehserie, Episode 1x02)